# Wolfgang Stürzbecher
Wolfgang Stürzbecher (* 1962 in Berlin) ist ein deutscher  Tierfotograf und Sozialarbeiter.

## Leben
Wolfgang Stürzbecher ist das zweite von drei Kindern von Brigitte Stürzbecher und Manfred Stürzbecher. Er hat zwei Kinder aus erster Ehe und ist verheiratet mit einer Kieferorthopädin. Zudem ist er der Cousin der Synchronsprecherin Ulrike Stürzbecher.
Nach seinem Diplom 1984 arbeitete Stürzbecher einige Jahre als Streetworker mit gewaltbereiten und gewalttätigen Jugendlichen in Berliner Problembezirken, schrieb über diese Arbeit drei Sachbücher und trat in mehreren Fernsehsendungen auf (wie im ZDF-/ARD-Morgenmagazin, dem Frühstücksfernsehen von SAT1 und RTL, Einspruch, Schreinemakers, Live aus der alten Oper in Frankfurt, als Experte in der Berliner Abendschau...), in denen er damals eine für Sozialarbeiter untypische Auffassung vertrat und versuchte Möglichkeiten sowie Grenzen pädagogischer Arbeit mit gewaltbereiten und gewalttätigen Jugendlichen aufzuzeigen. Ende der 90er Jahre zog er sich dann trotz zahlreicher Parteiangebote aus der Öffentlichkeit zurück, um eine Familie zu gründen. Er arbeitete zunächst bei den Mobilen Teams für Suchtprävention der Berliner Senatsverwaltung für Jugend und ist seit 2003 Bewährungshelfer für Jugendliche und junge Heranwachsende in Berlin-Wedding. Außerdem war Stürzbecher von 1992 bis 2013 Lehrbeauftragter der Evangelischen Hochschule Berlin (EHF) für Sozialarbeit und Sozialpädagogik und übte Referententätigkeiten u. a. an der Dt. Richterakademie und an Polizeischulen aus.
Eine große Leidenschaft von Stürzbecher gilt dem Reisen und Fotografieren. Seit 2000 wurden zahlreiche seiner Tierfotos in Zeitung und Illustrierten veröffentlicht. Als Wild-Tierfotograf reiste er schon an Orte wie Neuseeland (Albatrosse), den Falklandinseln (diverse Pinguinarten (wie z. B. s.h. rechts – Eselspinguine)), Australien (Koalas, Kängurus & Eisvögel), Indonesien (Komodowarane & Orang-Utans), Griechenland (Pelikane), Kenia (Geparden & Hyänen)... Seine Fotos sind u. a. auch bei Ausstellungen oder auf der offiziellen Website des Naturschutzbundes Deutschland (NABU) zu sehen.
Mit der Fotografie Zugschwänzer oder (Zu)Frühheimkehrer (s.h. rechts) wurde er zunächst Monatssieger und anschließend Jahressieger im Fotowettbewerb Augenblick Natur! der Naturparke Deutschlands von 2008.

## Bücher
- Tatort Straße, Bastei Lübbe Verlag, 1992, ISBN 3-404-60333-8
- Entwurzelt, Bastei Lübbe Verlag, 1993, ISBN 3-404-60352-4
- Großstadtrambos, Bastei Lübbe Verlag, 1994, ISBN 3-404-60374-5